# Sexagesimala talsystemet
Det sexagesimala talsystemet (sextiosystemet) är ett positionssystem som baseras på talet 60. Det uppfanns av sumererna, och överfördes därifrån till babylonierna (Assyrierna).  I kinesisk kultur användes också en sexagesimal cykel för att benämna år.
Detta system är anledningen till att ett varv delas in i 360 vinkelgrader (6*60), att timmar har 60 minuter, att minuter har 60 sekunder m.m.
En trolig anledning till att talet 60 valdes som bas är att det är jämnt delbart på så många sätt:
1, 2, 3, 4, 5, 6, 10, 12, 15, 20, 30, 60.
Anledningen till att ett varv delas in i 6 * 60 grader kan vara att man använde en liksidig triangel som grund för vinkelmätning. Den har hörnvinkeln 60 grader och det går alltså 6 på ett varv. Den har också fördelen framför andra månghörningar att dess vinklar är formstabila.